# Zhu Xiping
Zhu Xiping é um matemático chinês que trabalha como professor na universidade de Yat-sen-Sol. Ele fez parte de uma das três equipes, junto com Cao Huaidong, que trabalharam na verificação da prova da Conjectura de Poincaré, proposta pelo matemático russo Grigory Perelman (equipe Cao-Zhu). As outras duas equipes foram a equipe Morgan-Tian (Gang Tian e John Morgan) e a equipe Lott-Kleiner (Bruce Kleiner e Jonh Lott).